# مال لوكاس
مال لوكاس (بالإنجليزية: Mal Lucas)‏ هو مدرب كرة قدم ولاعب كرة قدم بريطاني، ولد في 7 أكتوبر 1938 في ويلز في المملكة المتحدة. لعب مع نورويتش سيتي.